# Smělek štíhlý
Smělek štíhlý (Koeleria macrantha) je vytrvalá tráva, tj. druh z čeledě lipnicovitých.

## Výskyt
Pravá tráva, která vyrůstá převážně v mírném a subtropickém pásmu na severní polokouli. V Evropě roste, s výjimkou Skandinávie a Portugalska, téměř ve všech zemích, v Rusku až po Krym a Severní Kavkaz. Dále se vyskytuje v Západní Asii, Střední Asii, Mongolsku, Číně, Japonsku a Koreji, zasahuje i na indický subkontinent a v Severní Americe je rozšířena od Aljašky po Mexiko. Dostala se i na Havaj.
Patří k trávám s pomalejším vývinem, má nízkou konkurenční schopnost. Daří se ji na sušších, málo výživných zásaditých půdách, snáší i mírné zasolení, je však náročná na světlo. Má toleranci k vysokým teplotám i dlouho trvajícím přísuškům. Rostlina stepních oblastí, často roste na suchých kamenitých stráních, zřídka i ve světlých lesích. V České republice vyrůstá od nížin až do středních poloh roztroušeně až hojně; občas se nachází i jeho kříženec se smělkem jehlancovitým (Koeleria macrantha × Koeleria pyramidata).

## Popis
Je to vytrvalá, hustě trsnatá tráva s krátkými výběžky a vláknitými kořeny. Stébla jsou přímá nebo vystoupavá, dorůstají do výše 20 až 50 cm, jsou poměrně slabá (do 1 mm) a v dolní části mají tenké, nahnědlé, vytrvalé a jen krátce chlupaté listové pochvy. Vyrůstají z nich střídavě nečetné, obvykle jen dva nebo tři, čárkovité listy hluboce rýhované. Bývají dlouhé 15 až 30 mm a široké 2 až 3 mm a mají krátké jazýčky o délce do 2 mm. Jsou obvykle hustě chlupaté, často svinuté a na líci slabě žebernaté, barvu mají středně zelenou až namodralou.
Květenství je podlouhle oválná, lesklá, dole přetrhovaná lata dlouhá až 8 cm, mívá barvu stříbřitě zelenou nebo má fialový nádech. Její bělavé, ze stran zmáčknuté klásky (5 až 6 mm dlouhé) obsahují mezi dvěma, téměř stejně velkými, plevami bez osin jen dva nebo tři kvítky. Jsou uzavřené ve špičatých, bezosinných, vejčitě kopinatých pluchách pouze o něco málo delších než jsou plevy. Ve květech jsou tři tyčinky s prašníky a dvě pérovité blizny posazené na vrcholu lysého semeníku. Vykvétají v červnu a červenci, opylovány jsou větrem. Plodem je špičatá, lesklá, světle žlutá obilka dlouhá 4 až 5 mm a široká okolo 1 mm. V 1 gramu je 3600 obilek (HTS = 0,28).

## Význam
Pro lepší využití v trávníkářství se smělek štíhlý často šlechtí. Vzhledem ke stepnímu původu se využívá jeho odolnosti proti letním přísuškům a používá se jako příměs do travních směsí určených pro rekreační i okrasné trávníky. Snese časté nízké kosení (i na 6 mm) a běžnou zátěž. Na golfových hřištích se využívá nejen na dráhy, ale bývá také používán na greeny. V době kvetení je jeho pyl silným alergenem.

## Mapy florabase
- Výskyt smělku štíhlého v ČR